# Орчухи
Орчухи (пол. Orczuchy) — село в Польщі, у гміні Нова Бжезниця Паєнчанського повіту Лодзинського воєводства.
У 1975-1998 роках село належало до Ченстоховського воєводства.